# Ngày tận thế (phim 1998)
Armageddon (Ngày tận thế) là một phim hành động khoa học viễn tưởng, ra mắt vào năm 1998, do Michael Bay làm đạo diễn, sản xuất bởi Jerry Bruckheimer và phát hành bởi Disney's Touchstone Pictures. Phim nói về một phi hành đoàn được gửi vào không gian để ngăn cản một tảng thiên thạch khổng lồ sắp va vào Trái Đất.
Các diễn viên trong phim gồm có Bruce Willis, Ben Affleck, Billy Bob Thornton, Liv Tyler, Owen Wilson, Will Patton, Peter Stormare, William Fichtner, Michael Clarke Duncan, Keith David và Steve Buscemi.

## Tóm tắt
Năm 1998, tàu vũ trụ Atlantic nổ tung trong không gian sau khi va chạm với hàng nghìn thiên thạch nhỏ trong lúc người ta đang tiến hành sửa chữa. Ngay sau đó, một khu vực nằm giữa Phần Lan và tiểu bang South Carolina (Mỹ) cũng hứng chịu sự tấn công của thiên thạch. Nhiều tòa nhà cao tầng và danh lam thắng cảnh ở Thành phố New York bị thiên thạch phá hủy, trong đó có Trung tâm Thương mại Thế giới.
Các nhà khoa học của NASA, đứng đầu là Dan Truman (Billy Bob Thornton), cho rằng một tảng thiên thạch có kích thước tương đương bang Texas đang hút các thiên thạch nhỏ về phía Trái Đất. Tảng thiên thạch khổng lồ này sẽ đâm vào Trái Đất trong 18 ngày nữa, hủy diệt toàn bộ sự sống trên bề mặt hành tinh. Họ khẩn trương vạch ra kế hoạch để ngăn chặn nó. Phần lớn phương án đưa ra đều không khả thi do tảng thiên thạch có khối lượng và tốc độ quá lớn. Cuối cùng, một nhà khoa học tên Ronald Quincy (Jason Isaacs) cho rằng cách duy nhất để làm thay đổi quỹ đạo của tảng thiên thạch là găm một đầu đạn hạt nhân vào lõi của nó và kích nổ đầu đạn từ xa.
NASA quyết định tuyển mộ Harry Stamper (Bruce Willis), người được cho là thợ khoan giỏi nhất thế giới. Họ tìm thấy anh trên một giàn khoan dầu ở biển Đông, nơi anh đang làm việc cho một công ty Đài Loan. Đó là một người đàn ông mạnh mẽ, dám vác súng đuổi theo A. J. Frost (Ben Affleck), một công nhân dưới quyền, chỉ vì anh này dám tán tỉnh cô con gái Grace (Liv Tyler) của ông. 
Harry đồng ý giúp NASA phá hủy tảng thiên thạch với điều kiện ông phải được làm việc cùng đội khoan của ông, NASA chấp thuận đề nghị này của Harry. Đội khoan của Harry gồm có: Bear, Oscar, Noonan, Max, Rockhound và Chick, A. J. Frost cũng tình nguyện gia nhập nhóm để chứng tỏ tình yêu với con gái của Harry, đi cùng với họ có phi công Sharp, Watts và chuyên viên Gruber của con tàu Tự Do (Freedom), phi công Davis, Tucker và chuyên viên Halsey của con tàu Độc Lập (Independence).
Theo kế hoạch, các thợ khoan sẽ khoan một hố sâu hơn 300 m vào lõi của tảng thiên thạch khổng lồ rồi đặt một quả bom nguyên tử vào đó. Khi quả bom được kích nổ, tảng thiên thạch sẽ vỡ làm đôi và bị lệch quỹ đạo, bay xa khỏi Trái Đất. Để đảm bảo rằng không có một mảnh vỡ nào của tảng thiên thạch rơi trúng Trái Đất, việc kích nổ phải được thực hiện ở một khoảng cách định sẵn, gọi là "Zero Barrier". Phi thuyền chở nhóm thợ khoan sẽ tiếp cận tảng thiên thạch từ phía sau rồi thả họ xuống bề mặt tảng thiên thạch.
Đội thợ khoan của Harry được tham gia một khóa huấn luyện cấp tốc để thích nghi với điều kiện làm việc trong không gian. Khi khóa huấn luyện sắp hoàn thành thì một ngôi sao băng bất ngờ đi vào bầu khí quyển Trái Đất và lao xuống thành phố Thượng Hải ở Trung Quốc khiến cả thành phố bị phá hủy, gây nên một cơn sóng thần và làm khoảng 50.000 người thiệt mạng. Tai họa đó trở thành tâm điểm của báo chí thế giới và mọi sự quan tâm của dư luận tập trung vào chiến dịch của NASA cũng như đội ngũ của Harry. 
Ngày thực hiện sứ mệnh đã đến, hai tàu con thoi Independence (Độc Lập) và Freedom (Tự Do) được phóng lên và bay tới trạm không gian Mir của Nga để nạp nhiên liệu. Tại đây, Harry và các cộng sự gặp Lev Andropov, nhà du hành vũ trụ người Nga đã lên trạm được 18 tháng. Do một sự cố trong lúc nạp nhiên liệu, trạm không gian nổ tung. May mà hai phi thuyền kịp bay đi. Thế là Lev trở thành người đồng hành cùng đoàn.
Trong lúc bay vòng ra phía sau Mặt Trăng để có thể hạ cánh xuống bề mặt tảng thiên thạch khổng lồ khi nó đi qua, 2 tàu con thoi gặp phải các mảnh vụn của thiên thạch và liên tục phải né tránh, tuy nhiên do có quá nhiều mảnh vụn, hai động cơ đẩy chính của Independence bị phá hỏng bởi một mảnh vụn khiến con tàu rơi vào tình trạng mất kiểm soát và rơi, khiến hai phi công và 3 thành viên trong đội khoan thiệt mạng. Chiếc Independence lao xuống bề mặt tảng thiên thạch và chỉ có ba người sống sót, trong đó có A.J. Chiếc Freedom cũng bị hư hại, nhưng vẫn hạ cánh an toàn.
Hệ thống điện đài trên chiếc Freedom bị hỏng nên liên lạc với Trái Đất trở nên ngắt quãng. Nơi hạ cánh của phi thuyền là một vùng được cấu thành từ toàn sắt, nhưng Harry cùng các thợ khoan vẫn quyết tâm bắt tay vào công việc. Ngay sau đó, họ nhận ra rằng việc khoan sâu 300 m ở một bề mặt toàn sắt là không thể. Kế hoạch có nguy cơ đổ vỡ khi mọi nỗ lực tỏ ra vô hiệu, chưa dừng lại ở đó, xích mích giữa Harry và Sharp (cơ trưởng tàu Freedom) trở nên trầm trọng khiến Tổng thống Mỹ quyết định kích nổ quả bom từ xa mà không cần đợi cả đội phải khoan xong, việc này khiến Truman vô cùng tức giận vì ông biết nếu kích nổ quả bom trên bề mặt thì vô dụng, tuy nhiên quả bom vẫn được kích hoạt qua cơ chế hẹn giờ. Phát hiện điều đó, Sharp cùng 1 chuyên viên khác đã gỡ kíp nổ, cứu nguy cho cả đội, đồng thời anh cũng hòa giải với Harry.
Trong lúc đó, Lev, Bear, A. J tìm được nhau trong xác tàu, họ sử dụng chiếc xe khoan để di chuyển đến chỗ đội tàu Freedom, tuy gặp 1 sự cố khiến ho chiếc xe suýt nữa bay ra ngoài không gian nhưng với sự nhanh trí của Lev, cả ba người vẫn an toàn và họ vẫn giữ được chiếc xe.
Tuy nhiên, may mắn lại không đến với Harry, mũi khoan liên tục hỏng vì gặp phải sắt cứng, đồng thời 1 tai nạn cũng khiến Max thiệt mạng cùng chiếc xe khoan duy nhất của tàu Freedom. Vô vọng, Harry báo với NASA rằng nhiệm vụ đã thất bại khiến cả thế giới bàng hoàng, đúng lúc đó A. J đến nơi cùng chiếc xe khoan còn lại và khiến mọi người kinh ngạc, Cả đội lại bắt tay vào khoan, dù gặp khó khăn nhưng với bản lĩnh của mình, chính A. J đã thành công trong việc khoan sâu xuống 300 m và đưa quả bom hạt nhân xuống lỗ, Lúc này, một trận bão thiên thạch xảy ra trên bề mặt tảng thiên thạch khổng lồ, khiến 1 chuyên viên thiệt mạng trong khi quả bom bị hỏng bộ kích nổ từ xa. Điều này đồng nghĩa với việc 1 người sẽ phải ở lại và kích nổ quả bom bằng tay, cũng có nghĩa là người đó sẽ hi sinh, họ tiến hành bốc thăm và A. J là người ở lại. Tuy nhiên, Harry đã không đồng ý với việc để A. J hi sinh, ông đánh A. J một cái và giành lấy bộ kíp nổ, nói rằng ông sẽ làm việc này, còn việc của A. J là chăm sóc con gái ông. Qua kênh liên lạc, Harry nói lời vĩnh biệt với Grace cùng cả đội. Chiếc tàu con thoi gặp khó khăn lúc cất cánh nhưng cuối cùng họ cũng đã thoát ra được trong khi Harry vật lộn với cơn bão thiên thạch thứ 2, lúc tưởng chừng như tảng thiên thạch sắp vượt qua Zero Barrier, Harry lấy lại kíp nổ và ấn nút, một vụ nổ cực lớn diễn ra, phá hủy tảng thiên thạch khổng lồ thành trăm mảnh. Sứ mệnh thành công trong niềm hân hoan của toàn nhân loại. Chiếc tàu con thoi Freedom hạ cánh trở lại Trái Đất và cả đội được đón tiếp như những người hùng vĩ đại của cả thế giới. Bộ phim kết thúc với cảnh hôn lễ của A. J và Grace cùng sự có mặt của mọi người, cũng như để tưởng nhớ những thành viên đã hi sinh thân mình trong sứ mệnh giải cứu thế giới.
Chú thích: Xe khoan ở đây có tên trong phim là Armadillo
Thông tin thêm
Armageddon được xem như một trong những bộ phim về đề tài ngày tận thế hay nhất trong lịch sử điện ảnh. Tác phẩm không chỉ dừng ở nhiệm vụ cứu nguy cấp bách cho cả nhân loại trước sự tồn vong của Trái Đất, mà còn xoáy sâu vào tình cha con giữa Harry và Grace, tình yêu của A. J và Grace, tình cảm vợ chồng, tình nghĩa bạn bè, cùng những sự hi sinh cao cả...
Bộ phim được IMDb đánh giá khá cao với số điểm 6.4/10.
Armageddon nhận được 4 đề cử Oscar bao gồm: Best Sound Editing, Best Visual Effects, Best Sound Mixing, Best Original Musical, 12 giải và 27 đề cử khác.